# Gamamundo Sector
Gamamundo Sector är en sektor i Guinea-Bissau.   Den ligger i regionen Bafatá, i den centrala delen av landet, 100 km nordost om huvudstaden Bissau. Antalet invånare är 26 160. Arean är 902 kvadratkilometer.
Terrängen i Gamamundo Sector är platt.